# F703i
FOMA F703i（フォーマ・エフ なな まる さん アイ）は、富士通が開発した、NTTドコモの第三世代携帯電話 (FOMA) 端末製品である。

## 概要
NTTドコモ初の折りたたみ型防水端末で、 防浸水能力に関しては日本工業規格 (JIS) が定めるIPX7等級（JIS保護等級7相当）を、防噴流水能力に関してはIPX5等級（JIS保護等級5相当）をそれぞれ取得している。深度1メートルの水中に30分間浸しても端末の動作に支障が出ない性能とされている。防水対策としては、充電端子及びイヤホン端子はゴムパッキンでカバーされる構造にしてあり、また電池パックは表の普通のカバーを外したら、内側には金属カバーが現れ、レバーを起こす事で電池、microSDスロット、SIMカードスロットが現れる様になっている。それらの特徴よりメーカーはウォータープルーフ・スリムのキャッチコピーを付けている。
メインディスプレイは2.2インチのQVGA（240×320ドット）液晶を採用している。サブディスプレイは非点灯時には存在しないように見えるが、点灯させると背面パネルに文字が浮かび上がって見える。
この端末のボタンはオレンジ色に光る。
外部メモリーはmicroSD（2GBまで：ドコモ発表）対応である。メインカメラの性能は、約130万画素（記録約120万画素）のCMOSイメージセンサ。テレビ電話用のサブカメラは約11万画素(記録約10万画素)のCMOS。
Windows Media Audio (WMA) 形式の音楽ファイル再生に対応、またデジタル著作権管理（Digital Rights Management）に対応している事により、703iシリーズで唯一Napster等の有料音楽配信サイトの利用も出来る。利用に関しては、別売りのUSBケーブル、Windows XP及びWindows Vista対応パソコン、Windows Media Player 10以上が必要となる。
iアプリは「渡辺佳子先生のビューティー&ダイエットリンパマッサージ」、「東北大学川島隆太教授監修 ケータイ脳力ストレッチング」、「ZOOKEEPER DX F」、「デコメ絵文字ポケット」、「ロジックパズル F」、「Gガイド番組表リモコン」、「DCMXクレジットアプリ」、「ケータイクレジットiD」をプリインストールしている。
機能は903iの機能の多くが使え、着うたフル、メガiアプリ、おサイフケータイ（iC通信も可能な、903iと同じバージョンのFeliCaチップ）に対応した。GPS、3Gローミング、プッシュトークには対応しない。
| 主な対応サービス           | 主な対応サービス                    | 主な対応サービス         | 主な対応サービス                       |
| -------------------------- | ----------------------------------- | ------------------------ | -------------------------------------- |
| DCMX／おサイフケータイ     | うた・ホーダイ                      | 着うたフル／着うた       | デジタルオーディオプレーヤー(WMA)(AAC) |
| 直感ゲーム／メガiアプリ    | Music&Videoチャネル／ビデオクリップ | 3Gローミング             | プッシュトーク                         |
| FOMAハイスピード           | GPS／ケータイお探し                 | デコメール／デコメ絵文字 | iチャネル                              |
| 着もじ                     | テレビ電話／キャラ電                | 電話帳お預かりサービス   | フルブラウザ                           |
| おまかせロック／バイオ認証 | 外部メモリーへiモードコンテンツ移行 | トルカ                   | iC通信／iCお引越しサービス             |
| きせかえツール／マチキャラ | バーコードリーダ／名刺リーダ        | 2in1                     | エリアメール                           |

## メーカーによる宣伝
テレビコマーシャルには、F903iに続き、木村拓哉が出演。シャワーを浴びながら電話を使い、防水機能「ウォータープルーフ・スリム」について強調している。

## 歴史
- 2006年10月31日：電気通信端末機器審査協会 (JATE)通過
- 2006年11月2日：技術基準適合証明 (TELEC) 通過
- 2007年1月16日: D703i・F703i・N703iD・P703i・SH703i・SO703i・N703iμ・P703iμ・SO903iTV・D800iDSの開発が発表。
- 2007年2月2日：D703i・P703iとともに発売

## 不具合
- NTTドコモ及び富士通より、特に報告はない。